# Торе Палавичина
То̀ре Палавичѝна (на италиански: Torre Pallavicina; на ломбардски: Tor Palaisina, Тор Палаисина) е община в Северна Италия, провинция Бергамо, регион Ломбардия. Административен център на общината е село Вилануова (Villanuova), което е разположено на 95 m надморска височина. Населението на общината е 1077 души (към 2018 г.).